# 清真老王寺
清真老王寺是中国甘肃省临夏回族自治州临夏市八坊十三巷中部的一座清真寺，位于临夏市八坊街道的王寺街中端路西。

## 历史
清真老王寺创建于明朝初年。后由王穆夫捐资扩建，故称王寺。属于八坊十二寺。1871年，塞利目来到临夏王寺，创立海乙制，总管八坊十二寺，直到1916年改设于临夏南关大寺。1928年春，冯玉祥的西北国民革命军驻河州镇守使赵希聘火烧八坊回民居住区，老王寺在此时遭焚毁。战乱结束后，1931年至1933年，老王寺得到修复。文革中又遭拆除。
1983-1987年，老王寺得以重建，包括大殿、讲经堂、唤醒阁，采用中国古典建筑风格，大殿可容纳1500人礼拜。

## 建筑
清真老王寺于2006年公布为临夏市文物保护单位。